# Incoronata Madre del Buon Consiglio (Nápoly)
Az Incoronata Madre del Buon Consiglio Nápoly egyik legfiatalabb római katolikus temploma. A Capodimonte-palotához vezető domboldalon fekszik, a San Gennaro-katakombák tetején és a város több pontjáról is látható.

## Leírása
A templom 1920 és 1960 között épült a római Szent Péter-bazilika mintájára. A templomban számos, lerombolt vagy elhagyott templomból származó műalkotás található. Annak ellenére, hogy újkeletű templom máris egy legenda fűződik hozzá: az 1980-as hirpiniai földrengés során a Madonna szobor feje ledőlt a templom tetejéről és csodálatos módon nem tört szét.

## San Gennaro-katakombák
A katakombák a templomból közelíthetők meg. A San Gennaro-katakombák tulajdonképpen egy földalatti ókeresztény temető. Az 5. században ide temették a város védőszentjét a püspök Szent Januáriuszt. A 9. századig a nápolyi püspökök temetkezési helye volt. A 13. és 18. század között többször is kifosztották.